# چاه امیر (سیب و سوران)
چاه امیر، روستایی در دهستان شندان بخش مرکزی شهرستان سیب و سوران در استان سیستان و بلوچستان ایران است.

## جمعیت
بر پایه سرشماری عمومی نفوس و مسکن در سال ۱۳۹۵، جمعیت این روستا برابر با ۴۷۹ نفر (۱۱۶ خانوار) بوده‌است.